# St. Marien (Bernstadt auf dem Eigen)

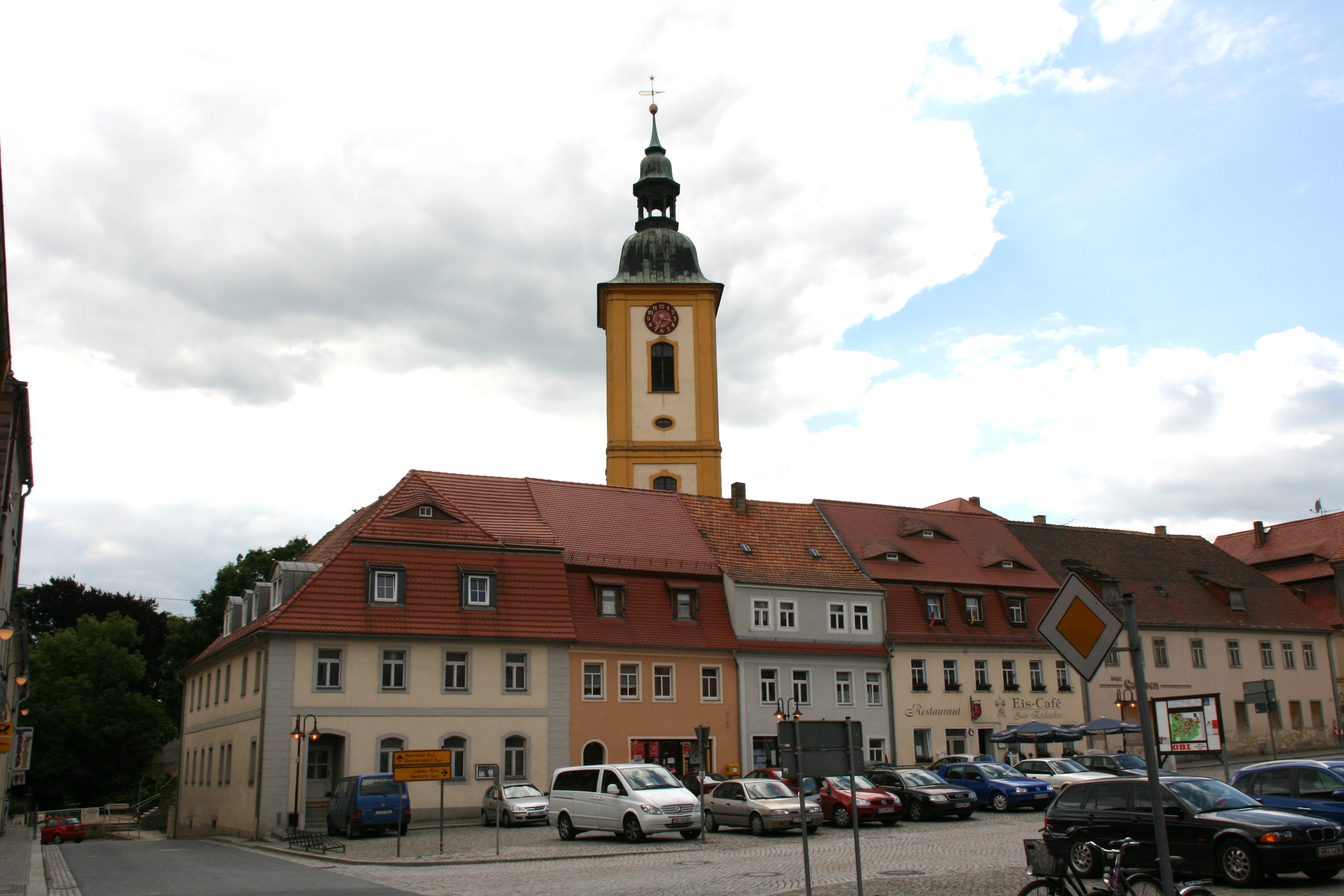
St. Marien (Bernstadt a. d. Eigen)

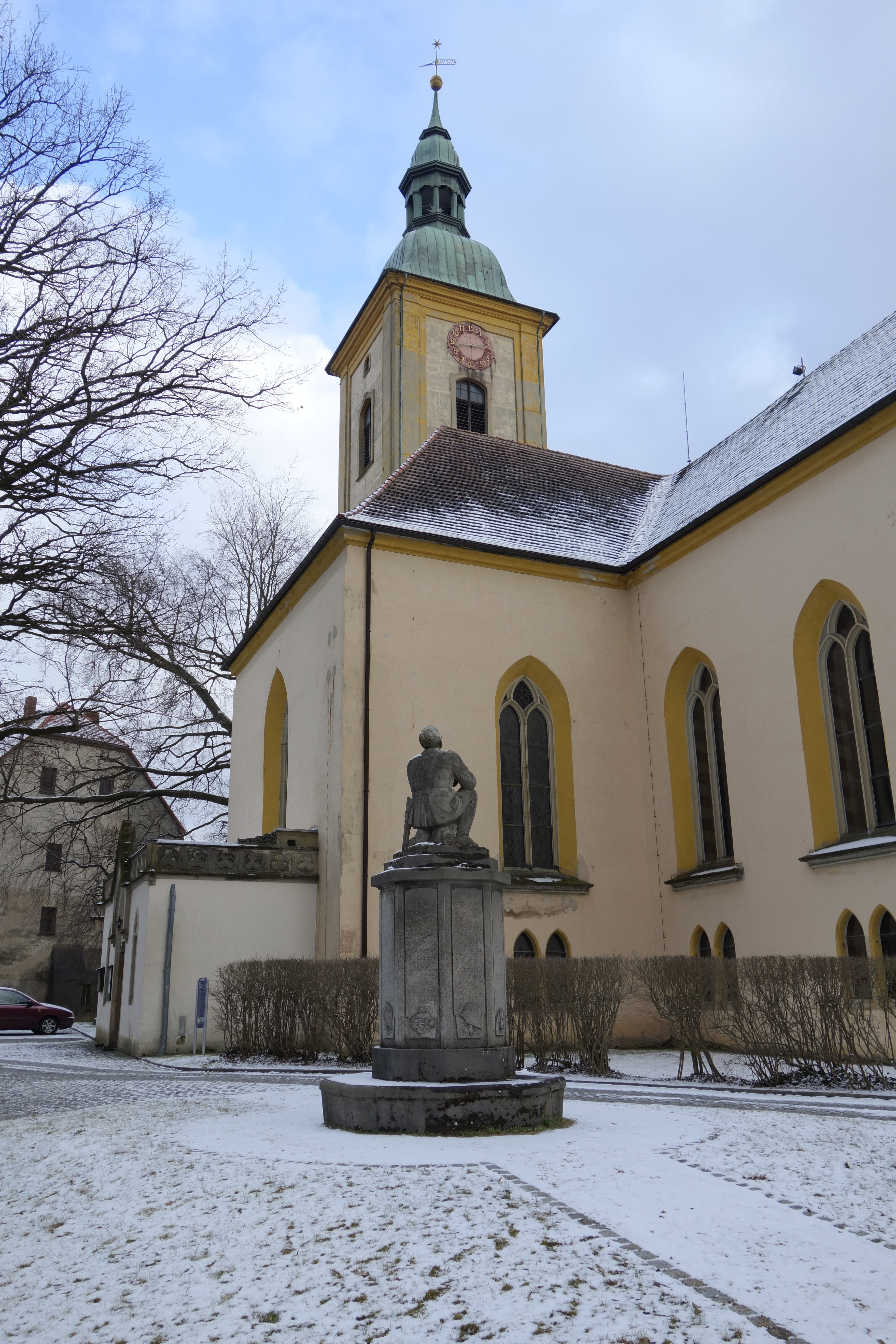
Ansicht Januar 2018

Die evangelische Marienkirche ist eine große einschiffige Saalkirche in Bernstadt a. d. Eigen im Landkreis Görlitz in Sachsen. Sie gehört zum Kirchengemeindeverbund Löbauer Region im Kirchenbezirk Löbau-Zittau der Evangelisch-Lutherischen Landeskirche Sachsens.

## Geschichte und Architektur
Das mächtige Bauwerk mit Ostturm besteht aus dem Chorquadrat aus der Zeit um 1200 und dem Querhaus aus der Zeit um 1250, die in den Jahren 1519/20 umgebaut und nach Westen erweitert wurden. Der Turm im Osten wurde in den Jahren 1700–1706 erbaut, weil der Baugrund im Westen nicht tragfähig war; im Jahr 1888 wurde das Innere in neugotischer Formensprache durch den Baumeister Zenker aus Reichenbach/O.L. überarbeitet.
Das Bauwerk ist ein verputzter Bruchsteinbau auf kreuzförmigem Grundriss mit Walmdach. Das einschiffige Langhaus ist im Westen breiter als im Osten; das Querhaus wurde in der Mitte des Baukörpers angeordnet. Die Sakristei ist im Osten zwischen Chor und Querhaus eingebaut. Im Osten erhebt sich der mächtige Turm mit drei fein gegliederten Geschossen; er ist über dem kräftig profilierten Dachgesims mit Kuppel und Laterne abgeschlossen. Vorhallen sind im Westen, Süden und Norden angeordnet.
Das Innere wird durch die Ausmalung von 1888 bestimmt. Das dreijochige Langhaus ist mit einem Netzgewölbe aus dem Jahr 1519 geschlossen. Die Vierung ist ebenso wie die Querhausarme mit Kreuzgratgewölbe geschlossen, dessen Rippen aus Sicherheitsgründen entfernt wurden; zum Schiff, Chor und Querhaus vermitteln breite, rundbogige Gurt- und Scheidbögen. Der quadratische Chor schließt mit einem Sterngewölbe, die Chorsüdwand ist durch einen Rundbogen zum Sängerchor geöffnet. Der Altarraum im Turmuntergeschoss ist mit einem Kreuzgratgewölbe gedeckt. Die Sakristei südlich des Chores schließt mit einer Spitztonne. Einfache Emporen mit ornamental verzierten Brüstungen sind an der Nord-, West- und Südseite des Schiffes und des Querhauses eingebaut, sie sind auf 1888 datiert.

## Ausstattung
Das Hauptstück der Ausstattung ist ein klassizistischer Altar, der nach Datum 1806 vom Tischler Wendt aus Ebersbach geschaffen wurde. Der Altaraufbau ist mit korinthischen Säulen auf Postamenten gegliedert, dazwischen öffnet sich eine Rundbogennische mit einem großen Kruzifix aus bemaltem Blech. Den Abschluss bildet ein gerades Gesims mit Zahnfries, darüber ein Dreiecksgiebel mit Wolken- und Strahlenkranz.
Die polygonale Kanzel ruht auf einem hohen Holzpfeiler; der säulenbesetzte Korb ist mit Darstellungen Christi und der Evangelisten vom Ende des 19. Jahrhunderts versehen. Die farbig gefasste oktogonale Sandsteintaufe in neugotischen Formen wurde in der zweiten Hälfte des 19. Jahrhunderts geschaffen.
Im Fußboden des Chores ist eine Bronzeplatte für Bürgermeister Martin Weiße und seine Ehefrau Euphrosyne Charitas († 1736) eingelassen, dazu gehört ein Ölbildnis des Verstorbenen an der linken Seite des Chorbogens.
In der nördlichen Vorhalle erinnert ein Holzepitaph an Michael Böhme und dessen Ehefrau Margarethe, es zeigt in einem architektonischen Rahmen drei Ölbilder übereinander: unten ein Brustbild der beiden Verstorbenen, darüber Mann und Frau vor dem Gekreuzigten kniend, abschließend der Salvator; alles Werke vom Ende des 16. Jahrhunderts mit späteren Ergänzungen. Dort finden sich ebenfalls zwei gleich gestaltete Sandsteinepitaphe für Tobias Engelmann und dessen Frau Elisabeth († 1717). Ein Inschriftfeld im unteren Teil ist umgeben von einem Vorhang, im oberen von zwei Putten, die einen Wolkenkranz halten.
Die Orgel ist ein Werk der Firma Eule aus dem Jahr 1889 mit 29 Registern auf zwei Manualen und Pedal.

## Umgebung
Der Kirchhof ist von Resten einer mittelalterlichen Wehrmauer umgeben, an der zahlreiche Grabdenkmäler des 17. und 18. Jahrhunderts aufgestellt sind, unter anderem für Pastor Abraham Richter († 1668) und Ehefrau Klara († 1661), mit einer ganzfigürlichen frontalen Darstellung der Verstorbenen in zeitgenössischer Tracht; weiterhin das Sandsteinepitaph für Richard Worster († 1738), auf auskragendem Postament mit Inschriftkartusche zeltartiger Aufbau mit männlicher Figur in antikisierender Rüstung neben einer Inschriftkartusche.